# آنیلریدین
آنیلریدین (انگلیسی: Anileridine) یک داروی ضددرد سنتتیک است و عضوی از گروه داروهای ضد درد پیپریدین تفاوت آن با پتیدین (مپریدین) در این است که گروه N-متیل مپریدین با یک گروه N-آمینو فن اتیل جایگزین می شود که باعث افزایش فعالیت ضد درد آن میشود.